# Курозвани
Курозва́ни — село в Україні, у Гощанській селищній громаді Рівненського району Рівненської області. Населення становить 995 осіб (2025). Раніше село було центром Курозванівської сільської ради.

## Географія
Селом протікає річка Берества.

## Історія
У 1906 році село Гощанської волості Острозького повіту Волинської губернії. Відстань від повітового міста 33 верст, від волості 6. Дворів 198, мешканців 1160.
12 червня 2020 року, відповідно до розпорядження Кабінету Міністрів України № 722-р від «Про визначення адміністративних центрів та затвердження територій територіальних громад Рівненської області», увійшло до складу Гощанської селищної громади.
19 липня 2020 року, в результаті адміністративно-територіальної реформи та ліквідації Гощанського району, село увійшло до складу новоутвореного Рівненського району.

## Населення
Згідно з переписом УРСР 1989 року чисельність наявного населення села становила 1252 особи, з яких 570 чоловіків та 682 жінки.
За переписом населення України 2001 року в селі мешкало 1220 осіб.

### Мова
Розподіл населення за рідною мовою за даними перепису 2001 року:
| Мова       | Кількість | Відсоток |
| ---------- | --------- | -------- |
| українська | 1227      | 99.92%   |
| російська  | 1         | 0.08%    |
| Усього     | 1228      | 100%     |

## Спорт

### Футбольний клуб «Курозвани»
У 2007 році під керівництвом Тарасюка О.А. у с. Курозвани було створено футбольну команду «ГІТАС», яка у 2008 році перше в історії курозванівського футболу стала чемпіоном Гощанського району з футболу та виграла кубок Гощанського району.
Завдяки Тарасюку О. А. футбол у Курозванах було відроджено та повернуто любов уболівальників до указаного виду спорту, а гра команди, яка на даний час має назву ФК «Курозвани», своїми виступами у чемпіонаті Гощанського району та за його межами продовжує радувати односельчан та любителів футболу. На привеликий жаль Олега Андрійовича з нами нема…… У серпні 2014 року він загинув в бою під Іловайськом захищаючи рідну землю та світле майбутнє нас з Вами…..
Результати виступів курозванівської команди у період з 2008 по 2016 роки:
ФК «Гітас»
- 2008 рік — ФК «Гітас» — чемпіон та володар кубка Гощанського району з футболу
- 2009 рік — ФК «Гітас» — бронзовий призер Гощанського району з футболу
- 2010 рік — ФК «Гітас» — 5 місце у чемпіонаті Гощанського району з футболу

ФК «Курозвани»
- 2011 рік — ФК «Курозвани» — срібний призер Гощанського району з футболу
- 2012 рік — ФК «Курозвани» — бронзовий призер Гощанського району з футболу
- 2013 рік — ФК «Курозвани» 4 місце у чемпіонаті Гощанського району з футболу та володар суперкубка Гощанського району з футболу
- 2014 рік — ФК «Курозвани» срібний призер Гощанського району з футболу
- 2015 рік — ФК «Курозвани» — бронзовий призер Гощанського району з футболу, фіналіст кубка Гощанського району, учасник 1/4 Ліги Чемпіонів області, 4 місце у турнірі АТО
- 2016 — ФК «Курозвани» — 5 місце в чемпіонаті Гощанського району з футболу та фіналіст кубка Гощанського району
- 2017 — ФК «Курозвани» — 4 місце в чемпіонаті Гощанського району з футболу та учасник 1/8 кубка Гощанського району, переможець
- 2018 — ФК «Курозвани» — 5 місце в чемпіонаті Гощанського району з футболу
- 2019 — ФК «Курозвани» не брали участі в чемпіонаті Гощанського району з футболу

## Відомі люди
- Тарасюк Олег Андрійович (1968—2014) — загиблий учасник АТО, командир Рівненської розвідгрупи Добровольчого корпусу «Правого Сектора»[8]
- Когут Сергій Олександрович (1991—2023) — український військовик, учасник російсько-української війни[9]
- Козачонок Дмитро Валерійович (1994—2015) — солдат Збройних сил України, учасник російсько-української війни.